# Стара варошка кућа Стане Јањић
Стара варошка кућа Стане Јањић је грађевина која је саграђена у првој половини 19. века. С обзиром да представља значајну историјску грађевину, проглашена је непокретним културним добром Републике Србије. Налази се у Врању, под заштитом је Завода за заштиту споменика културе Ниш.

## Историја
Стара варошка кућа Стане Јањић је грађена као слободан објекат са свих страна у склопу пространог дворишта. Главна фасада је оријентисана ка југу са стамбеним просторијама и доксатом у самом средишту. Састоји се из подрума зиданог у камену и високог приземља у бондручној конструкцији, док је кров четвороводан покривен ћерамидом и има истурену страну. Највећу вредност у ентеријеру представља добро очувана дрвена таваница у гостињској соби са централном розетом и богатом орнаментиком која има спиралне преплете. Значајна је и таваница полигоналног облика у отвореном чардаку са кружном розетом, а у предсобљу као и у осталим просторијама за становање плафони су од шашавца. Све у кући је у духу оријенталне декорације што доказује да је грађена за муслиманску породицу. Кућа Стане Јањић је редак пример старих варошких раскошних кућа са оријенталним обележјем. У централни регистар је уписана 11. фебруара 1990. под бројем СК 866, а у регистар Завода за заштиту споменика културе Ниш 28. децембра 1989. под бројем СК 248.